# Mount Sletten
Mount Sletten ist ein markanter und felsiger Berg im westantarktischen Marie-Byrd-Land. Im Königin-Maud-Gebirge ragt er 6 km nordöstlich des Mount Pulitzer aus dem Taylor Ridge an der Westflanke des Scott-Gletschers auf.
Teilnehmer der US-amerikanischen Byrd Antarctic Expedition (1928–1930) entdeckten ihn und nahmen eine grobe Kartierung vor. Das Advisory Committee on Antarctic Names benannte ihn 1967 nach dem Satellitengeodäten Robert S. Sletten, der 1965 auf der McMurdo-Station tätig war.